# 魔人と失われた王国
『魔人と失われた王国』（まじんとうしなわれたおうこく）は、2011年1月20日に発売された、ゲームリパブリック開発、バンダイナムコゲームス販売のXbox 360及びプレイステーション3用アクションアドベンチャーゲームである。
発売に先立ってミニゲームのiPhone/iPod touch向け公式アプリ『魔人と失われた王国-ハラペコ魔人の大冒険-』が無料で提供された。
本作は、プレイヤーが相棒の魔人に指示を出しながらパズルを解いてゲームを進める内容となっている。

## 関連書籍
- 魔人と失われた王国 パーフェクトガイド エンターブレイン ISBN 9784047272583
- 魔人と失われた王国 むかしむかしの物語 作画：うず アスキー・メディアワークス ISBN 978-4048708678 - 本編のきっかけとなる100年前の出来事を描く

## 評価
社会学者の鈴木謙介は、本作をじっくり遊べるタイプのパズルゲームとして挙げている。